# 東京都道430号新宿停車場前線

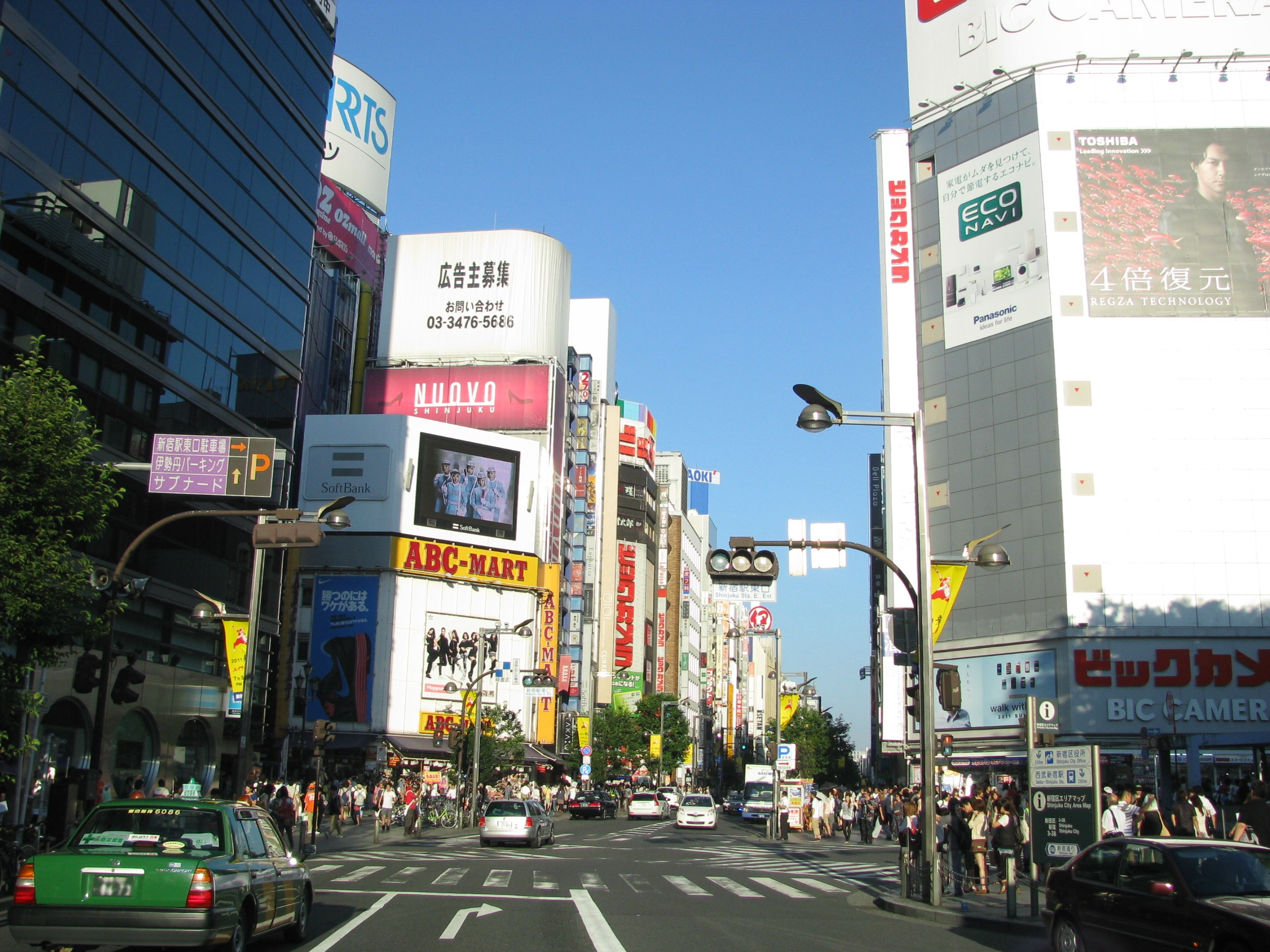
単独区間の起点・新宿駅東口交差点

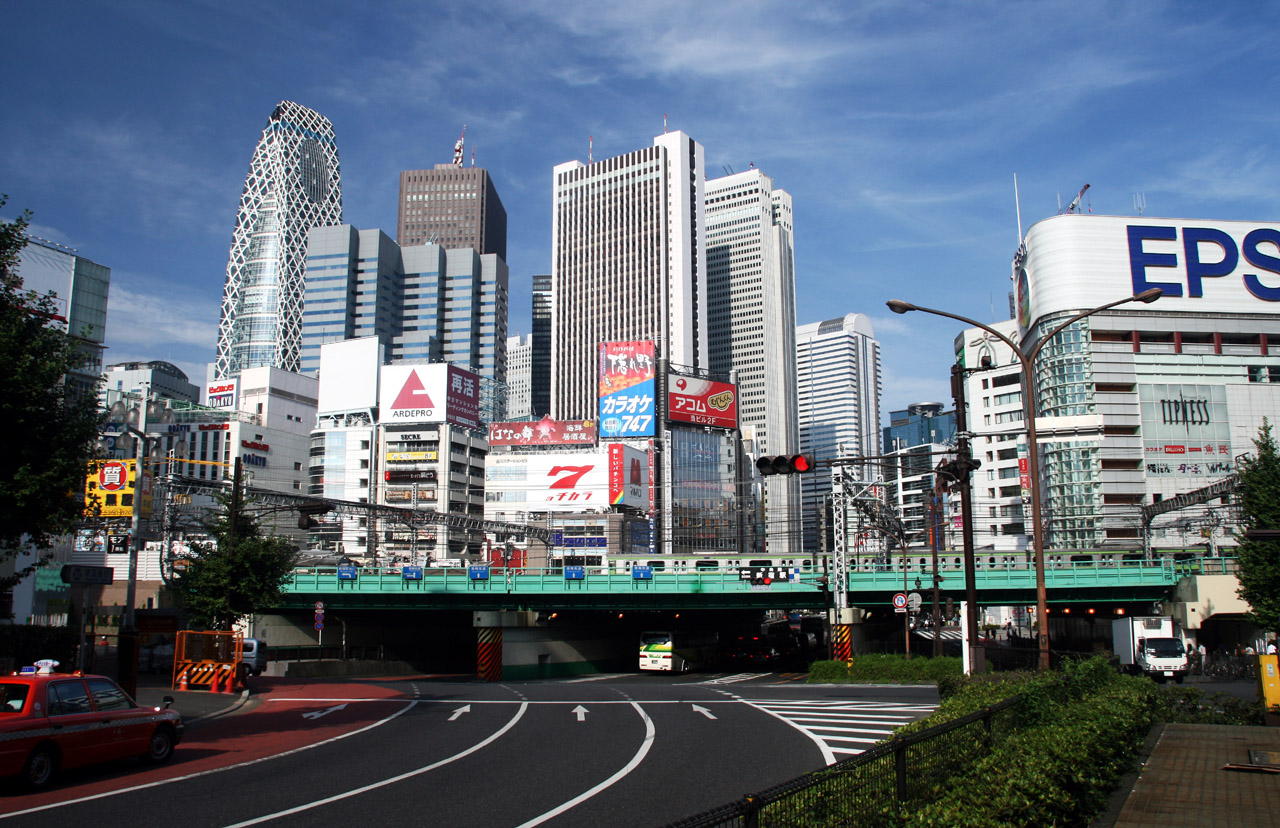
単独区間の終点・新宿大ガード東交差点。左に進むと本路線であり、線路の向こう側に西新宿超高層ビル群を望む。

東京都道430号新宿停車場前線（とうきょうとどう430ごう しんじゅくていしゃじょうまえせん）は、東京都新宿区四谷四丁目から同区西新宿一丁目に至る特例都道である。
かつてはほぼ全線が新宿通りであったが、2003年（平成15年）に東京都道302号新宿両国線（靖国通り）を経由する経路に変更されて以降、単独区間は順次新宿区道に降格し、2013年（平成25年）4月時点で単独区間は新宿通りの終点部分を残すのみである。

## 概要
- 起点 東京都新宿区四谷四丁目（四谷4丁目交差点 = 国道20号・東京都道418号北品川四谷線交点）
- 終点 東京都新宿区西新宿一丁目
東京都告示による路線認定では西新宿一丁目が終点とされているが[1]、2013年現在の終点は新宿区歌舞伎町一丁目（新宿大ガード東交差点＝東京都道4号東京所沢線（東京都道5号新宿青梅線重用）交点）である（後述）。
- 実延長 467 m
2013年4月に道路区域の廃止があったことから（後述）、現在はこれよりも短い。

※いずれも2012年4月1日現在

## 沿革

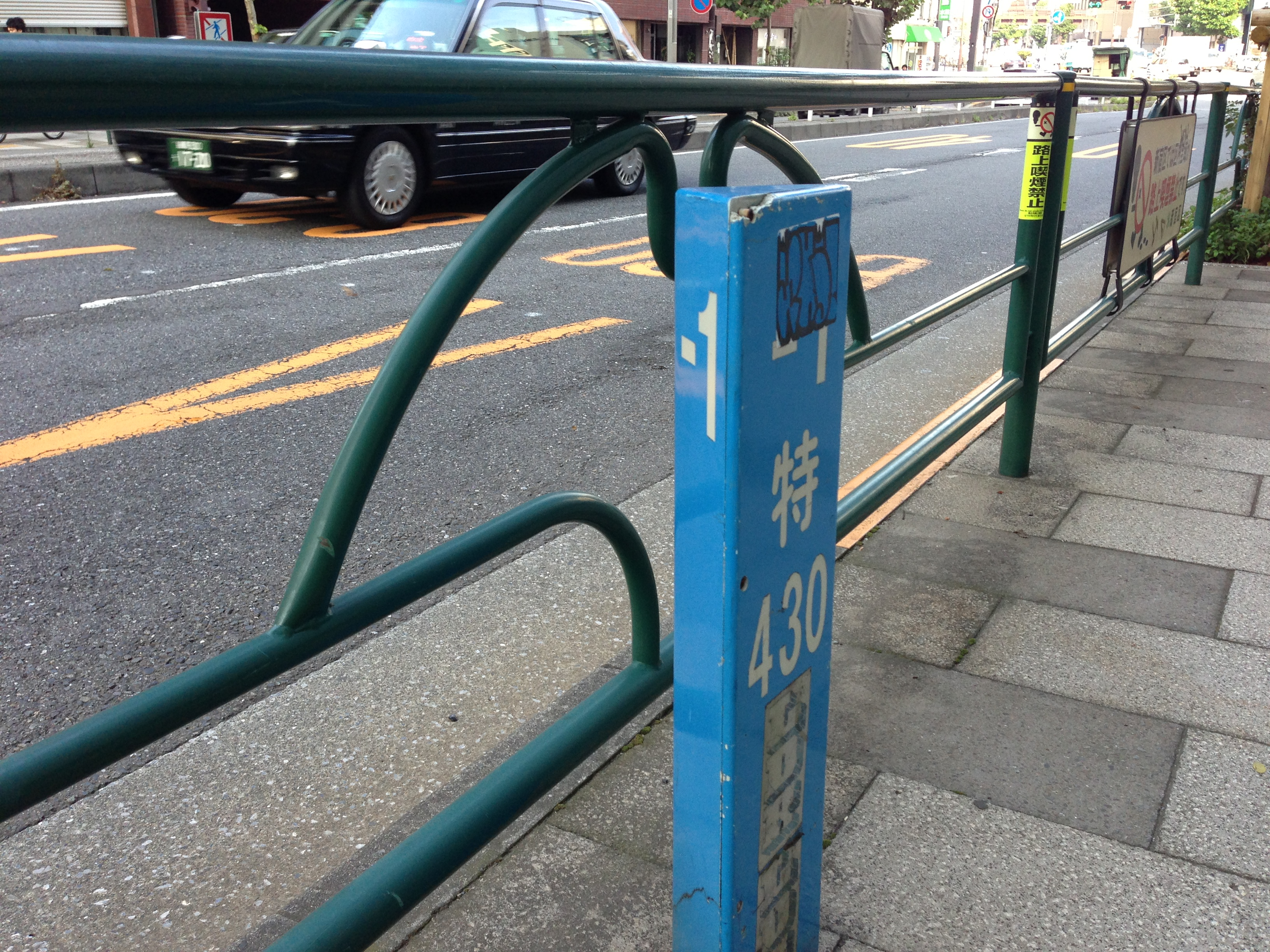
新宿区四谷区民センター前に設置されている「-1」キロポスト

本項では四谷4丁目交差点から新宿駅に至る道路の路線認定に関する事項を中心に記する。沿線地域も含めた新宿通りの歴史については新宿通り#歴史を参照。
歴史的には、四谷4丁目交差点（四谷大木戸）から新宿3丁目交差点（新宿追分）までは江戸時代の五街道の1つである甲州街道、新宿3丁目交差点から新宿駅まではかつての青梅街道を踏襲する。1873年（明治6年）河港道路修築規則に従い甲州街道は「全国ノ大経脈ヲ通スル」一等道路、青梅街道は「各部ノ経路ヲ大経脈ニ接続スル脇往還枝道」である二等道路の指定を受けた。1875年（明治8年）には道路等級が改正され、甲州街道は国道、青梅街道は仮定県道の指定を受け、道路の修繕には地方税から支弁された。1885年（明治18年）の国道表において、甲州街道は国道16号の指定を受ける。
1920年（大正9年）4月1日、同日施行の旧道路法に基づき、かつての甲州街道は国道8号、青梅街道は府県道2号東京青梅線の認定を受け、これに加え、府県道116号四谷新宿停車場線（起点：東京市四谷区、終点：豊多摩郡淀橋町新宿停車場線、経由地：府県道第2号路線・豊多摩郡淀橋町）と府県道181号淀橋新宿停車場線（起点：豊多摩郡淀橋町、終点：豊多摩郡淀橋町新宿停車場、経由地：府県道第2号路線・豊多摩郡淀橋町）が認定された。府県道2号東京青梅線は、1921年（大正10年）の新宿大ガード開通に伴い、現在の新宿駅東口を右に折れ、新宿大ガードを経て現在の新都心歩道橋下交差点に至る経路に変更された。
1950年（昭和25年）時点の道路路線図では、府県道116号四谷新宿停車場線は、府県道2号の紀伊國屋書店本店付近から南下して甲州街道と交差し現在の新宿4丁目南交差点付近で現在の明治通りに合流する経路、府県道181号淀橋新宿停車場線は現在の新都心歩道橋下交差点付近から旧青梅街道の筋を踏襲して角筈ガード（1927年（昭和2年）4月完成）をくぐり新宿駅東口で府県道2号に合流する経路をとっている。
1952年（昭和27年）12月1日、新道路法の施行に伴い国道8号は一級国道20号となり、上記府県道はそのまま東京都道とみなされた（道路法施行法3条）。1961年（昭和36年）3月15日に都道が整理され、東京都道「17号」（起点：東京都新宿区新宿町3丁目一国20号交点、終点：新宿区角筈3丁目東京所沢線交点）と東京都道「18号」（起点：新宿区歌舞伎町東京所沢線交点、終点：新宿区新宿町4丁目芝・新宿・王子線交点）が道路法89条に基づく特例都道の路線認定を受けた。「17号」は新宿3丁目交差点で国道20号から分かれ、新宿駅東口を直進して歩行者専用の跨道橋角筈ガードをくぐり現在の歩道橋下交差点付近で主要地方道東京所沢線に至る経路、「18号」は新宿大ガード東交差点から南下して新宿駅前を経由して新宿4丁目南交差点で芝新宿王子線（明治通り）に合流する経路とされた。1965年（昭和40年）4月1日、都道の再整理に伴い「17号」と「18号」は統合のうえ「新宿停車場前線」（整理番号430）に改められたが、「18号」のうち新宿駅東口から南下して明治通りに至る部分は道路区域に編入されず、新宿区に移管された。1969年（昭和44年）5月24日には新宿駅東口駅前広場を道路区域に編入。
1991年（平成3年）12月21日に国道20号新宿御苑トンネルが開通したことに伴い、1993年（平成5年）3月31日、四谷4丁目 - 新宿3丁目間が国道20号の指定を外れ、新宿停車場前線の始点が新宿3丁目から四谷4丁目に改められて上記国道20号の旧道区間が都道の道路区域に編入され、改めて路線認定を受けた。この時点で、東京都道430号新宿停車場前線は四谷4丁目から新宿3丁目・新宿駅東口・角筈ガードを経て西新宿1丁目（新宿西口ハルク裏・東京都道414号四谷角筈線交点））に至る区間（本線）、新宿駅東口から新宿大ガード東交差点に至る区間（支線）に新宿東口駅前広場を加えた路線となった。
2000年（平成12年）、地方自治法改正に伴い東京都と特別区の間で策定された「都区制度改革実施大綱」において特別区の権限拡大が規定され、1つの区内で完結し道路法7条1項の一般都道の要件を満たさない特例都道を都から特別区に移管する方針が決まり、新宿区内で完結する本路線も移管対象に挙げられた。都と新宿区の折衝の中で四谷4丁目から新宿駅東口交差点の区間の移管について合意に達し、残る区間については都による整備が済み次第新宿区に移管されることになった。この合意に基づき、2003年（平成15年）3月11日、四谷4丁目交差点から東京都道418号北品川四谷線（外苑西通り）、東京都道302号新宿両国線・東京都道東京所沢線（東京都道5号新宿青梅線重用）（靖国通り）を経て歌舞伎町1丁目に至る経路が都道430号の道路区域に編入され、上記各路線との重用区間なり、四谷4丁目 - 歌舞伎町1丁目間は新宿通り経由のルートと外苑西通り・靖国通り経由のルートの複経路となった。同年3月31日には四谷4丁目から新宿通りを経て新宿駅東口交差点に至る本線部分について道路区域が廃止され、新宿区に移管された。2年後の2005年（平成17年）3月31日には、西新宿1丁目地内の新宿西口ハルク前（東京都道414号四谷角筈線交点）から終点の新宿西口ハルク裏（東京都道414号四谷角筈線交点）に至る区間の道路区域が廃止され、新宿区に移管された。
さらに、2013年（平成25年）4月1日には新宿東口北側から角筈ガードを経て西新宿1丁目新宿西口ハルク前に至る区間の細路地についても道路区域が廃止され、新宿区に移管された。この結果、2013年4月現在、2003年以前の新宿通り経由の本路線の本線はほとんどの区間が都道の道路区域から外れて新宿区に移管され、単独区間は新宿駅東口交差点から新宿大ガード東交差点までの短い区間（かつての支線）と新宿駅東口駅前広場のみとなっている。

## 重複区間
- 東京都道418号北品川四谷線（四谷4丁目交差点 - 富久町西交差点）
- 東京都道302号新宿両国線（富久町西交差点 - 新宿5丁目交差点）
- 東京都道4号東京所沢線（新宿5丁目交差点 - 新宿大ガード東交差点）
- 東京都道5号新宿青梅線（新宿5丁目交差点 - 新宿大ガード東交差点）

## 通過する自治体
- 東京都新宿区

## 交差する主な道路
- 東京都道4号東京所沢線（東京都道5号新宿青梅線重用、靖国通り・青梅街道） : 新宿大ガード東交差点

※単独区間について記載